# Ямка, Сергей Владимирович

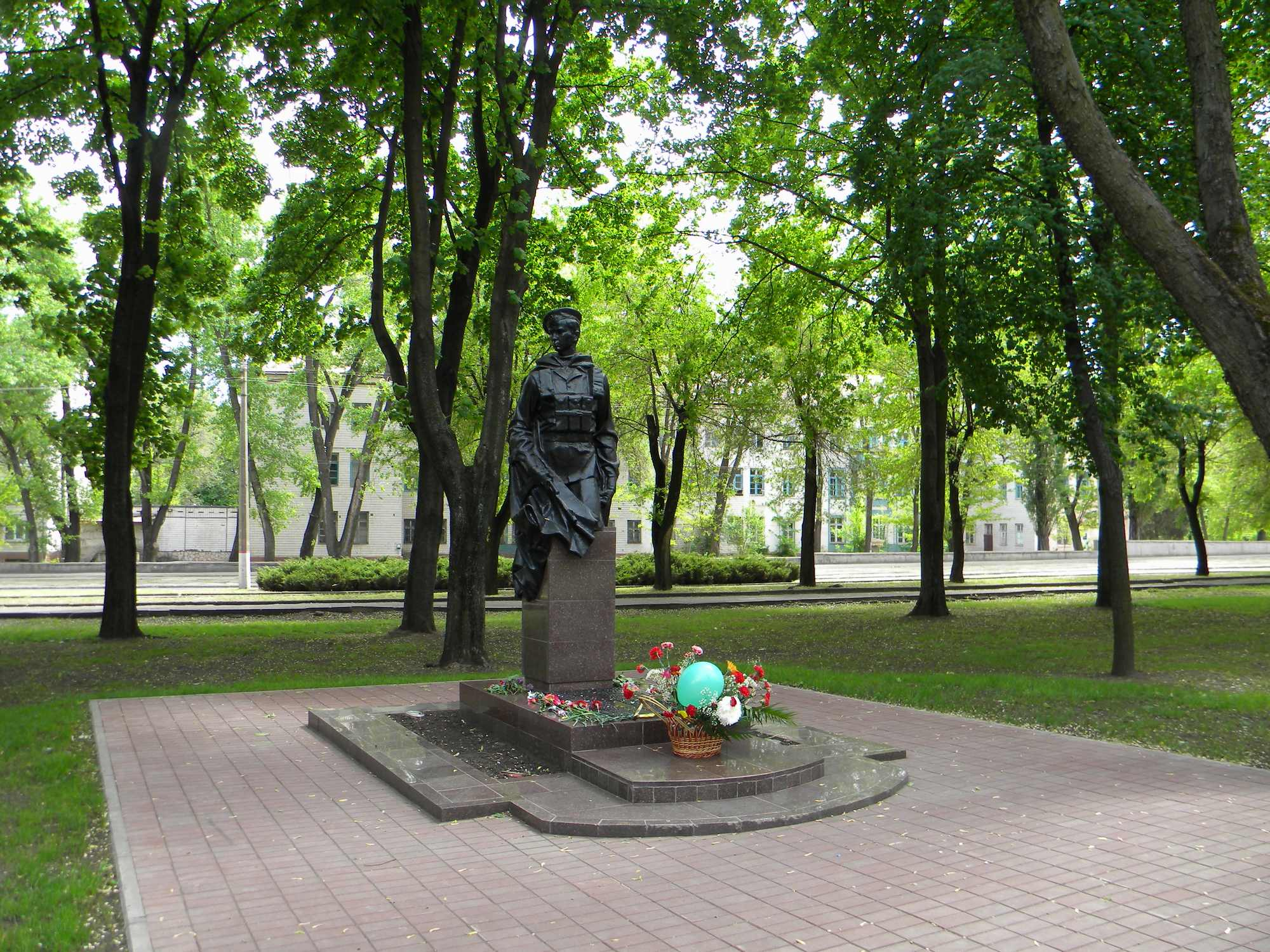
Имя на памятнике воинам-интернационалистам на Дзержинке (Кривой Рог)

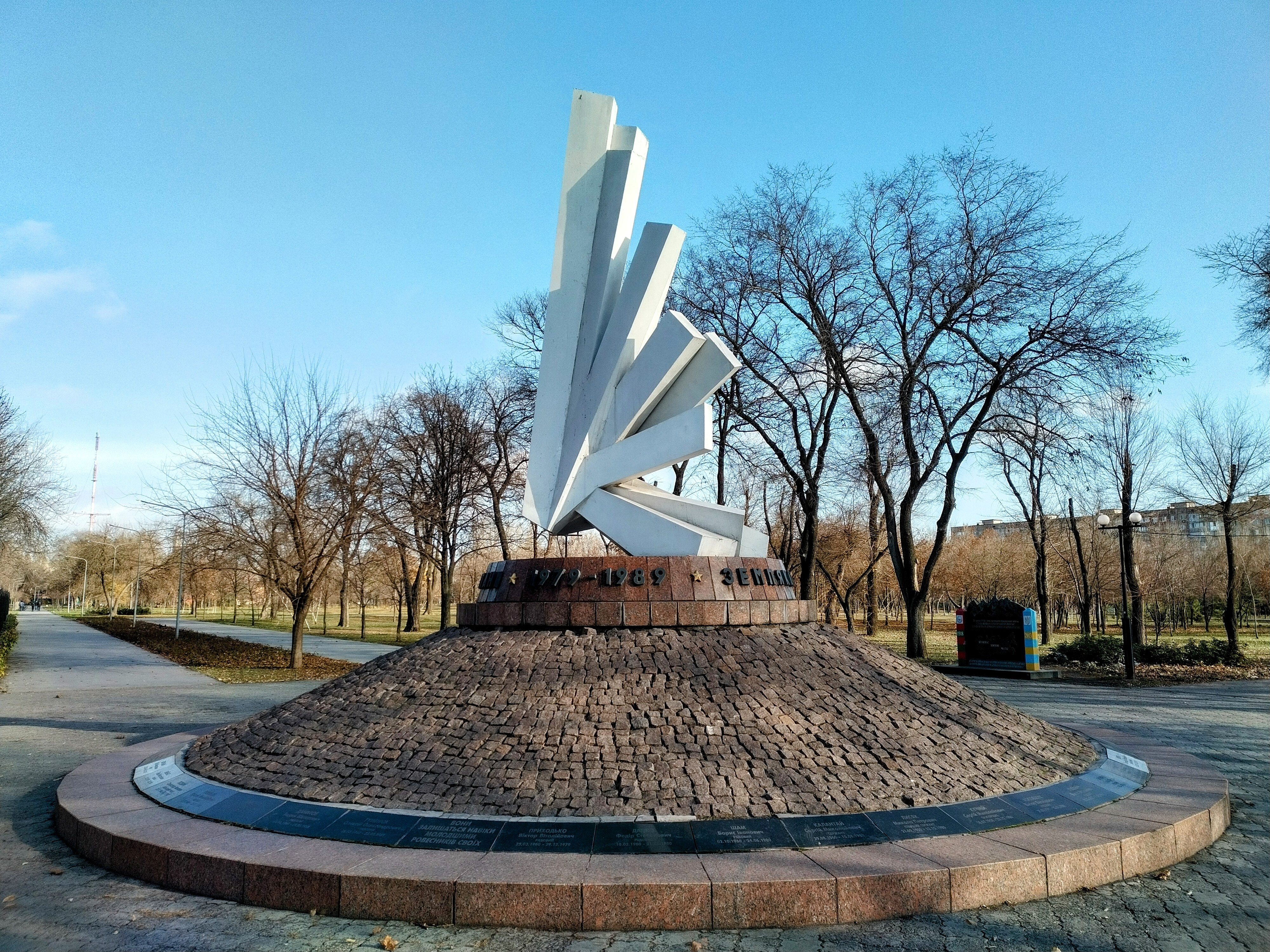
Имя на памятнике воинам-интернационалистам в Юбилейном парке (Кривой Рог)

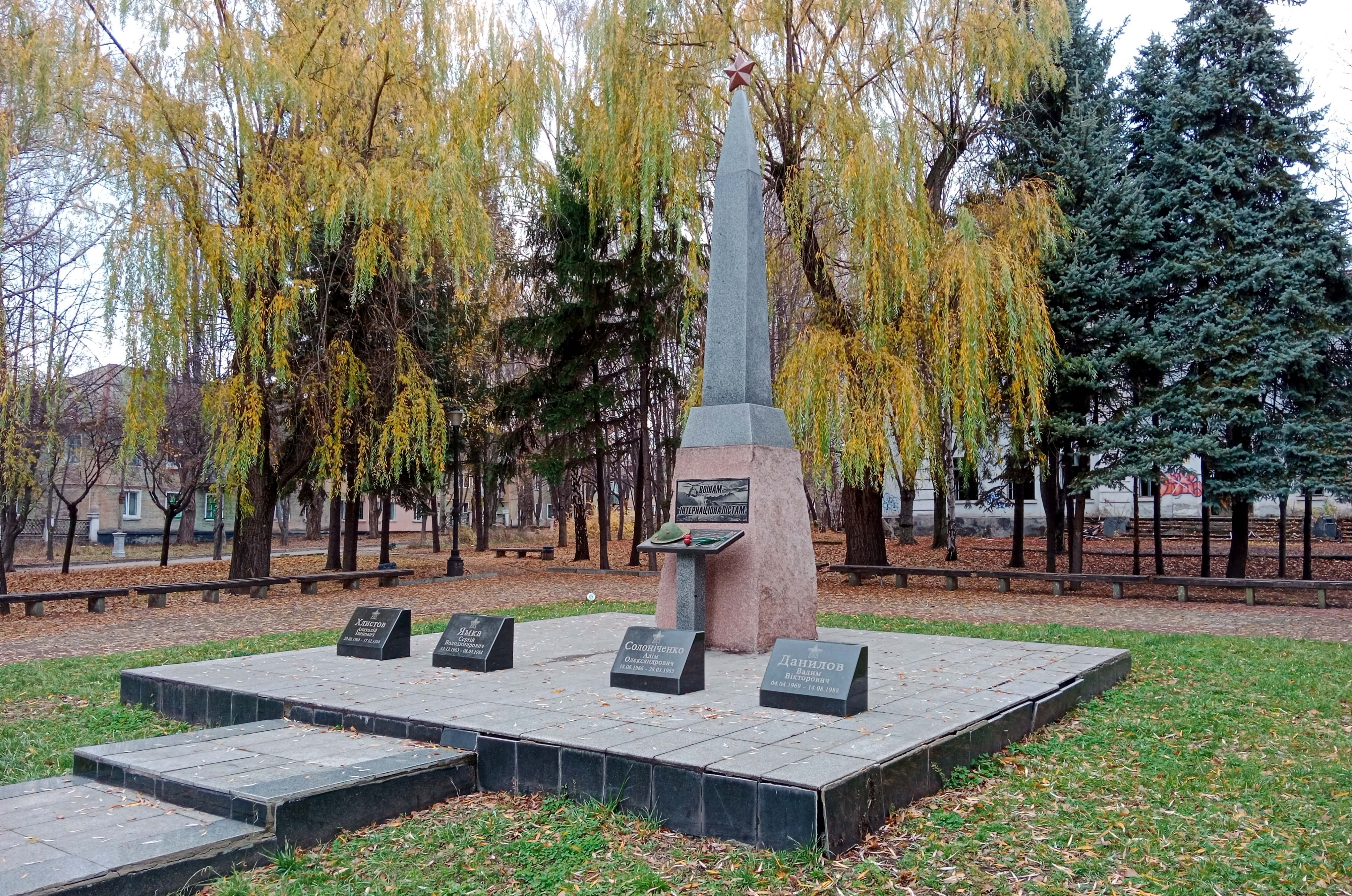
Имя на памятнике воинам-интернационалистам в Тернах (Кривой Рог)

Ямка Сергей Владимирович (30 декабря 1963, Софиевский район, Днепропетровская область — 8 мая 1984, Афганистан) — советский военнослужащий, рядовой Пограничных войск КГБ СССР, участник Афганской войны.

## Биография
Родился 30 декабря 1963 года в селе Червонное Софиевского района Днепропетровской области.
Член ВЛКСМ. Окончил СПТУ № 32 в Кривом Роге, работал машинистом подземного электровоза шахты «Первомайская‑1».
12 ноября 1983 года был призван в Вооружённые силы СССР Терновским РВК Днепропетровской области. Проходил службу в составе мотоманевренной группы Пограничных войск КГБ СССР в Афганистане в должности дальномерщика. Участвовал в боевых операциях, где проявлял мужество, выдержку и самообладание.
7 мая 1984 года в ходе боевых действий был тяжело ранен. 8 мая умер от полученных ранений в военном госпитале.
Похоронен в городе Кривой Рог на кладбище СевГОКа (участок 4, ряд 10, могила 20).

## Награды
- Орден Красной Звезды (посмертно)[1][3].

## Память
- Имя на памятнике воинам-интернационалистам Днепропетровщины, погибшим в Афганистане (Днепр)[4];
- Имя на памятнике воинам-интернационалистам на Дзержинке (Кривой Рог);
- Имя на памятнике воинам-интернационалистам в Юбилейном парке (Кривой Рог);
- Имя на памятнике воинам-интернационалистам в Тернах (Кривой Рог).